# Рыбоводный завод

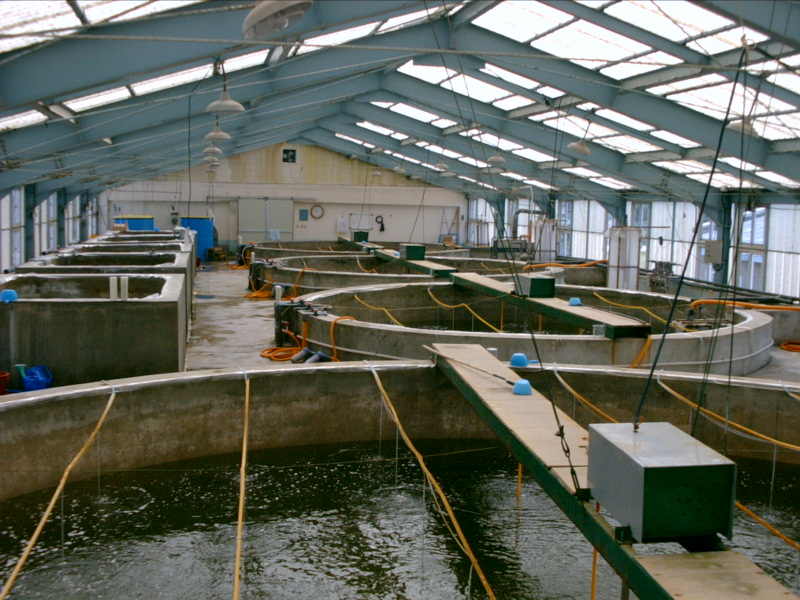
Пруд, что служит инкубатором для креветки

Рыбоводный завод (англ. Fish hatchery) — специализированное предприятие (завод) для искусственного разведения, выведения и выращивания на ранних стадиях жизни морских животных, рыб и моллюсков . Инкубаторы производят личинки и молодняк рыбы (и моллюсков, ракообразных) преимущественно для поддержки промышленности аквакультуры, куда их перемещают для дальнейшего развития.
Рыбоводные заводы имеют специальные помещения, оборудованные садками для содержания производителей рыб до созревания половых продуктов и рыбоводными аппаратами и установками для инкубации икры, а также бассейны и пруды для подращивания молоди карпа, осетровых, лососёвых, растительноядных (амур, толстолобик) и других видов рыб. Некоторые виды, которые обычно разводят в инкубаторах включают тихоокеанскую устрицу (Crassostrea gigas), креветку (в том числе индийскую креветку (Penaeus indicus)), лосось, тиляпия, морские гребешки.

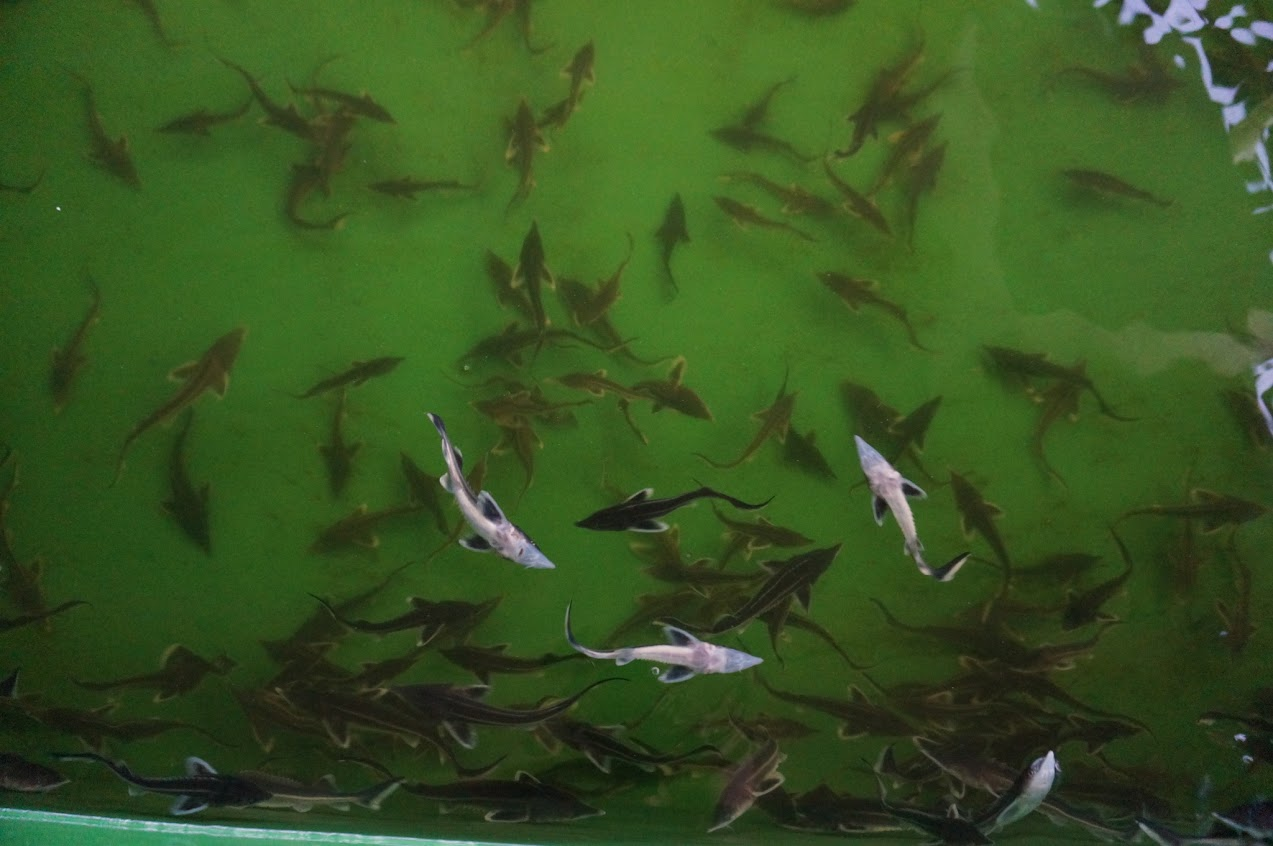
Молодь стерляди, предназначенная для выпуска в Волгу, на экспериментальном рыбоводном заводе в Тольятти

В США служба охраны рыболовства и диких животных создала Национальную систему рыбоводных заводов (National Fish Hatchery System) для поддержки сохранения местных видов рыбы.